# Des cerises à peine rouges
 (octobre 2013).
Si vous disposez d'ouvrages ou d'articles de référence ou si vous connaissez des sites web de qualité traitant du thème abordé ici, merci de compléter l'article en donnant les références utiles à sa vérifiabilité et en les liant à la section « Notes et références ».
Pour plus de détails, voir Fiche technique et Distribution.
Des cerises à peine rouges est un téléfilm de Charles Bretoneiche, sur une idée de Geneviève Dermerch, qui fut diffusé par FR3 en juillet 1975.

## Scénario
Le téléfilm raconte le premier amour d'une petite fille de huit ans, Jessica (Sabine d'Halluin) et d'un petit Tunisien du même âge, Mohammed (Laurent Douleb). Jessica aperçoit Mohammed de la fenêtre du Conservatoire de musique, pendant sa leçon de piano. Pour retrouver ce garçon, sitôt aperçu, sitôt disparu, elle abandonne son cours et s'aventure dans les ruelles du vieux Lille, rue de la Monnaie, Hospice Contesse, place du Marché, interrogeant les artisans, les adultes qu'elle rencontre.
Mais entre cette petite fille et le monde des adultes s'interpose une bande d'adolescents, jeunes délinquants qui n'ont pas réussi le difficile passage de l'enfance à l'âge adulte. Omar, le frère de Mohammed, et ses amis inquiétants vont entraîner Jessica et Mohammed dans un monde violent et terrifiant. L'enfance, cependant, sait d'instinct préserver l'important. Sur la place du Marché, Jessica et Mohammed échangent une poignée de cerises à peine rouges, symbole de leur amitié.

## Distribution
- Sabine d'Halluin: Jessica
- Laurent Douleb: Mohammed
- Liliane Ledun: la mère
- Cyril Robichez: le cordonnier
- Maurice Juniot: l'antiquaire